# مختار جمعه‌زاده
مختار جمعه‌زاده (متولد ۱ ژانویه ۱۹۹۰) مهاجم فوتبال ایران می‌باشد که در لیگ آزادگان برای تیم آرمان گهر سیرجان بازی می‌کند.

## منبع
- http://ca.soccerway.com/players/mokhtar-jomehzadeh/267415/